# Juan Nsue Edjang Mayé
Juan Nsue Edjang Mayé (Mikomeseng-Kie Ntem, 9 novembre 1957) è un arcivescovo cattolico equatoguineano, dall'11 febbraio 2015 arcivescovo metropolita di Malabo.

## Biografia
Juan Nsue Edjang Mayé è nato a Mikomeseng-Kie Ntem il 9 novembre 1957.

### Formazione e ministero sacerdotale
Il 19 febbraio 2011 è stato ordinato presbitero per l'arcidiocesi di Malabo. In seguito è stato parroco della cattedrale di Sant'Elisabetta a Malabo, economo arcidiocesano, direttore spirituale e formatore nel seminario interdiocesano "La Purísima" di Bata. Ha poi completato gli studi di teologia in Spagna e ha conseguito la licenza in storia della Chiesa nella Facoltà di teologia di Toledo. Ha poi prestato servizio come parroco delle parrocchie di Nostra Signora del Monte Carmelo e di Maria Ausiliatrice nell'isola di Bioko.

### Ministero episcopale
Il 19 febbraio 2011 papa Benedetto XVI lo ha nominato vescovo di Ebebiyín. Ha ricevuto l'ordinazione episcopale il 7 maggio successivo dall'arcivescovo Piero Pioppo, nunzio apostolico in Camerun e Guinea Equatoriale, co-consacranti l'arcivescovo metropolita di Malabo Ildefonso Obama Obono e il vescovo di Bata Juan Matogo Oyana.
L'11 febbraio 2015 papa Francesco lo ha nominato arcivescovo metropolita di Malabo.
È stato presidente della Conferenza episcopale della Guinea Equatoriale dal gennaio del 2017 al gennaio del 2022 dell'Associazione delle conferenze episcopali della Regione dell'Africa centrale dal 15 luglio 2017 al 24 luglio 2022.

## Genealogia episcopale
La genealogia episcopale è:
- Cardinale Scipione Rebiba
- Cardinale Giulio Antonio Santori
- Cardinale Girolamo Bernerio, O.P.
- Arcivescovo Galeazzo Sanvitale
- Cardinale Ludovico Ludovisi
- Cardinale Luigi Caetani
- Cardinale Ulderico Carpegna
- Cardinale Paluzzo Paluzzi Altieri degli Albertoni
- Papa Benedetto XIII
- Papa Benedetto XIV
- Cardinale Enrico Enriquez
- Arcivescovo Manuel Quintano Bonifaz
- Cardinale Buenaventura Córdoba Espinosa de la Cerda
- Cardinale Giuseppe Maria Doria Pamphilj
- Papa Pio VIII
- Papa Pio IX
- Cardinale Gustav Adolf von Hohenlohe-Schillingsfürst
- Arcivescovo Salvatore Magnasco
- Cardinale Gaetano Alimonda
- Cardinale Agostino Richelmy
- Vescovo Giuseppe Castelli
- Vescovo Gaudenzio Binaschi
- Arcivescovo Albino Mensa
- Cardinale Tarcisio Bertone, S.D.B.
- Arcivescovo Piero Pioppo
- Arcivescovo Juan Nsue Edjang Mayé